# قلعه‌جوق سبلان
روستای قلعه جوق سبلان در ۱۶ کیلومتری غرب شهرستان اردبیل قرار گرفته‌است. این روستا، آب و هوای معتدلی دارد و در فصل سرما و زمستان بسیار سرد و پر برف می‌باشد. بنابر آمار رسمی جمعیّت روستا بر اساس سرشماری سال ۱۳۸۵، ۱۸۱ خانوار در آن با جمعیّتی بالغ بر ۷۹۶ نفر زندگی می‌کنند.

## مشاغل و تولید
معشیت اهالی روستا از طریق کشت گندم، جو، یونجه و عدس ... و نیز دامداری تأمین می‌شود. نحوه آبیاری زمین‌های زراعی به روش دیم و حق آبه می‌باشد. روستا دارای آب لوله کشی بهداشتی به منازل، برق، روشنایی معابر، تلفن روستایی می‌باشد. راه ارتباطی این روستا به اردبیل و نیز آب گرم سردابه شوسه آسفالته‌است. چشم‌اندازهای زیبای بسیاری در این روستا وجود دارد. از جمله قله سبلان